# Левая оппозиция (движение, Украина)
Всеукраинское общественное объединение левых и левоцентристских политических партий и общественных организаций «Левая оппозиция» — коалиция общественно-политических организаций и партий, созданная в июне 2015 года.
19 марта 2022 года Советом нацбезопасности и обороны на время военного положения деятельность данной политической организации приостановлена.

## Руководство
Объединение возглавляют 5 сопредседателей:
- Пётр Симоненко — первый секретарь Центрального комитета Коммунистической партии Украины[2][3]
- Наталья Витренко — председатель Прогрессивной социалистической партии Украины[2][3]
- Валерий Солдатенко — бывший директор Украинского института национальной памяти[2][3]
- Рудольф Поварницын — рекордсмен мира по легкой атлетике[3]
- Георгий Крючков — деятель Коммунистической партии Украины[3]

## Члены
В объединение входят 5 политических партий, 13 общественных организаций и 6 физических лиц.
Партии:
- Коммунистическая партия Украины[2][4] (запрещена 16 декабря 2015 года[5])
- Прогрессивная социалистическая партия Украины[2][4]
- Партия «Киевская Русь»[2][4]
- Рабочая партия Украины[2][4]
- Славянская партия Украины[4]
- Партия «Новая держава» (вошла 24 сентября 2015 года)[6]

Общественные организации:
- Антифашистский комитет Украины[4]
- Всеукраинский союз рабочих[4]
- Всеукраинский союз советских офицеров[4]
- Всеукраинская женская организация «Дар життя»[4]
- Евразийский народный союз[4]
- Объединение «За союз Украины, Беларуси и России» (ЗУБР)[4]
- Объединение «Интеллигенция Украины – за социализм»[4]
- Ленинский коммунистический союз молодёжи Украины (Комсомол Украины)[4]
- Конференция труда Украины[4]
- Славянский комитет Украины[2][4]
- Собор православных женщин Украины[4]
- Совет студентов-коммунистов[4]
- Союз православных братств Украины[4]

Физические лица:
- Петр Толочко — директор Института археологии Национальной академии наук Украины[4]

Также заявлялось о возможности присоединения к движению наместника Киево-Печерской лавры митрополита Павла (Лебедя), близкого к Коммунистической партии Украины. Социалистическая партия Украины и Всеукраинское общественное движение «Украинский выбор» Виктора Медведчука отказались от участия в объединении.

## Заявленные цели и политическая позиция
Политические тезисы организации:
- События февраля 2014 года являются «государственным переворотом», который привёл Украину к потере экономической и политической независимости[2];
- Внутреннюю и внешнюю политику Украины «определяют Соединённые Штаты Америки, международные финансовые олигархии»[2];
- С Россией и Белоруссией Украину «объединяют общая история, культура, духовность, цивилизационные ценности», с США и странами ЕС — нет[4];
- Территориальная целостность и независимость Украины хранились только в условиях единства «наших стран (Украина, Россия, Белоруссия) и братских народов»[4];
- Организация осуждает законы об осуждении коммунистической идеологии[4];
- Организация осуждает курс на интеграцию Украины с Европой[4].

Цели:
- Вступление в Таможенный союз с Россией[4];
- Русский язык как второй государственный[4];
- «Восстановление добрососедских, равноправных и взаимовыгодных отношений» с Российской Федерацией и Белоруссией[4].

## История
12 июня 2015 года в Киеве состоялось учредительное собрание политического движения. 

## Критика

### Обвинение в краже названия
Одноимённая социалистическая организация «Левая оппозиция» (одна из преемниц Организации марксистов, в основном из её троцкистского крыла; её представители создают новую левую партию «Социальный рух») обвинила «представителей предыдущих властей (КПУ), маргинальных русофилов («Киевская Русь») и черносотенцев (ПСПУ), которые паразитируют на левом движении», в краже её названия. Согласно заявлению её активистки Нины Потарской, их организация названа так в честь левых 20-х годов, с которыми они себя ассоциируют (левыми в составе Центральной рады и Левой оппозицией в составе ВКП(б), противостоящей сталинистам).